# Еміліано Пуріта
Еміліано Пуріта (ісп. Emiliano Purita; нар. 25 березня 1997, Буенос-Айрес, Аргентина) — аргентинський футболіст, правий захисник.

## Клубна кар'єра

### «Сан-Лоренсо» та «Арсенал»
Вихованець молодіжної академії «Сан-Лоренсо». 30 жовтня 2016 року вперше опинився на лаві запасних першої команди на поєдинок Прімера Дивізіону Аргентини проти «Ньюеллс Олд Бойз». Проте отримав травму зв’язок, через що у серпні 2017 року його віддали в оренду до команди «Арсенал» (Саранді) під керівництвом Умберто Грондони, щоб поборотися за постійне місце в у вищому дивізіоні Суперліги 2017/18. Дебютував на професіональному рівні за «Арсенал» 23 вересня 2017 року в програному (0:1) поєдинку проти «Темперлея», в якому вийшов з лави запасних замість Раміро Каррери.
5 травня 2018 року відзначився першими голами за сарандійський клуб у переможному (4:0) поєдинку передостаннього туру Суперліги 2017/18 проти «Росаріо Сентраль».

### «Сан-Мартін»
У середині 2018 року прибув до «Сірухи» з «Сан-Лоренсо де Альмагро» в річну оренду до «Сан-Мартін» для виступів у Суперлізі Аргентини 2018/19. Після закінчення оренди з клубом Тукуман повертається до «Сіклона», де його не надавали шансу, і вирішує знову підписати контракт із Сан-Мартіном вільним агентом. 
20 жовтня у 10-му турі Прімери Б Насьйональ відзначився першим голом за команду Тукуман в роєдинку проти «Атлетіко Рафаела», підхопив відскок в районі кола поблизу штрафного майданчика й потужним ударом із-за меж штрафної зони влучно пробив по воротах команди-суперника. Поєдинок завершився перемогою «святих» з рахунком 3:0. 2 грудня 2019 року відзначився своїм другим голом, увійшов до штрафного майданчика, підробив під ліву ногу й влучно пробив, й допоміг здобути перемогу (3:0) у поєдинку 15-го туру проти Хімнасії (Мендоса). Три тури по тому, у ключовому матчі проти свого найближчого суперника, «Сарм'єнто» (Хунін), відзначився другим й останнім голом на 60-й хвилині дальнім ударом. Матч завершився з рахунком 2:0 на користь «хірургів».

### «Волос»
На початку липня 2021 року вільним агентом виїхав до Греції, де підписав контракт з «Волосом». У футболці «городян» дебютував 12 вересня 2021 року в переможному (2:1) домашньому поєдинку 1-го туру Суперліги 1 Греції проти «Ламії». Пуріта вийшов на поле в стартовому складі та відіграв увесь матч. У складі «Волоса» відіграв один сезон, зіграв 20 матчів у Суперлізі Греції та 1 поєдинок у кубку Греції.

### «Дніпро-1»
12 серпня 2022 року вільним агентом перейшов у «Дніпро-1», з яким підписав 3-річний контракт. У футболці дніпровського клубу дебютував 18 серпня 2022 року в програному (1:2) домашньому поєдинку матчу плей-оф кваліфікації Ліги Європи проти АЕКа (Ларнака). Еміліано вийшов на поле в стартовому складі, а на 61-й хвилині його замінив Олександра Назаренка.

## Кар'єра в збірній
Еміліано Пуріта представляв молодіжну збірну Аргентини на турнірі COTIF 2016 в Іспанії. На вище вказаному турнірі зіграв тричі, проти Катару, Коста-Рики та Венесуели. Відзначився голом у поєдинку проти Коста-Рики

## Статистика виступів

### Клубна
| «Арсенал» (Саранді) Аргентина                       | 1.ª               | 2017-18           | 19 | 1 | 3 | — | — | — | —        | —        | —        | 19 | 1 | 3 |
| «Арсенал» (Саранді) Аргентина                       | Загалом           | Загалом           | 19 | 1 | 3 | 0 | 0 | 0 | 0        | 0        | 0        | 19 | 1 | 3 |
| «Сан-Мартін» (Тукуман) Аргентина                    | 1.ª               | 2018-19           | 16 | — | 1 | 2 | — | — | —        | —        | —        | 18 | 0 | 1 |
| «Сан-Мартін» (Тукуман) Аргентина                    | 2.ª               | 2019-20           | 13 | 3 | — | — | — | — | Невідомо | Невідомо | Невідомо | 13 | 3 | 0 |
| «Сан-Мартін» (Тукуман) Аргентина                    | 2.ª               | 2020              | 8  | — | — | — | — | — | Невідомо | Невідомо | Невідомо | 8  | 0 | 0 |
| «Сан-Мартін» (Тукуман) Аргентина                    | 2.ª               | 2021              | 5  | — | — | — | — | — | Невідомо | Невідомо | Невідомо | 5  | 0 | 0 |
| «Сан-Мартін» (Тукуман) Аргентина                    | Загалом           | Загалом           | 42 | 3 | 1 | 2 | 0 | 0 | 0        | 0        | 0        | 44 | 3 | 1 |
| «Волос» Греція                                      | 1.ª               | 2021-22           | 20 | — | 2 | 1 | — | — | —        | —        | —        | 21 | 0 | 2 |
| «Волос» Греція                                      | Загалом           | Загалом           | 20 | 0 | 2 | 1 | 0 | 0 | 0        | 0        | 0        | 21 | 0 | 2 |
| Усього за кар'єру                                   | Усього за кар'єру | Усього за кар'єру | 81 | 4 | 6 | 3 | 0 | 0 | 0        | 0        | 0        | 84 | 4 | 6 |
| (1) Включає дані з Кубку Аргентини та Кубку Греції. |                   |                   |    |   |   |   |   |   |          |          |          |    |   |   |